# Christian Wilhelm Ernst Dietrich
Christian Wilhelm Ernst Dietrich detto Dietricy (Weimar, 30 ottobre 1712 – Dresda, 23 aprile 1774) è stato un pittore tedesco.

## Biografia

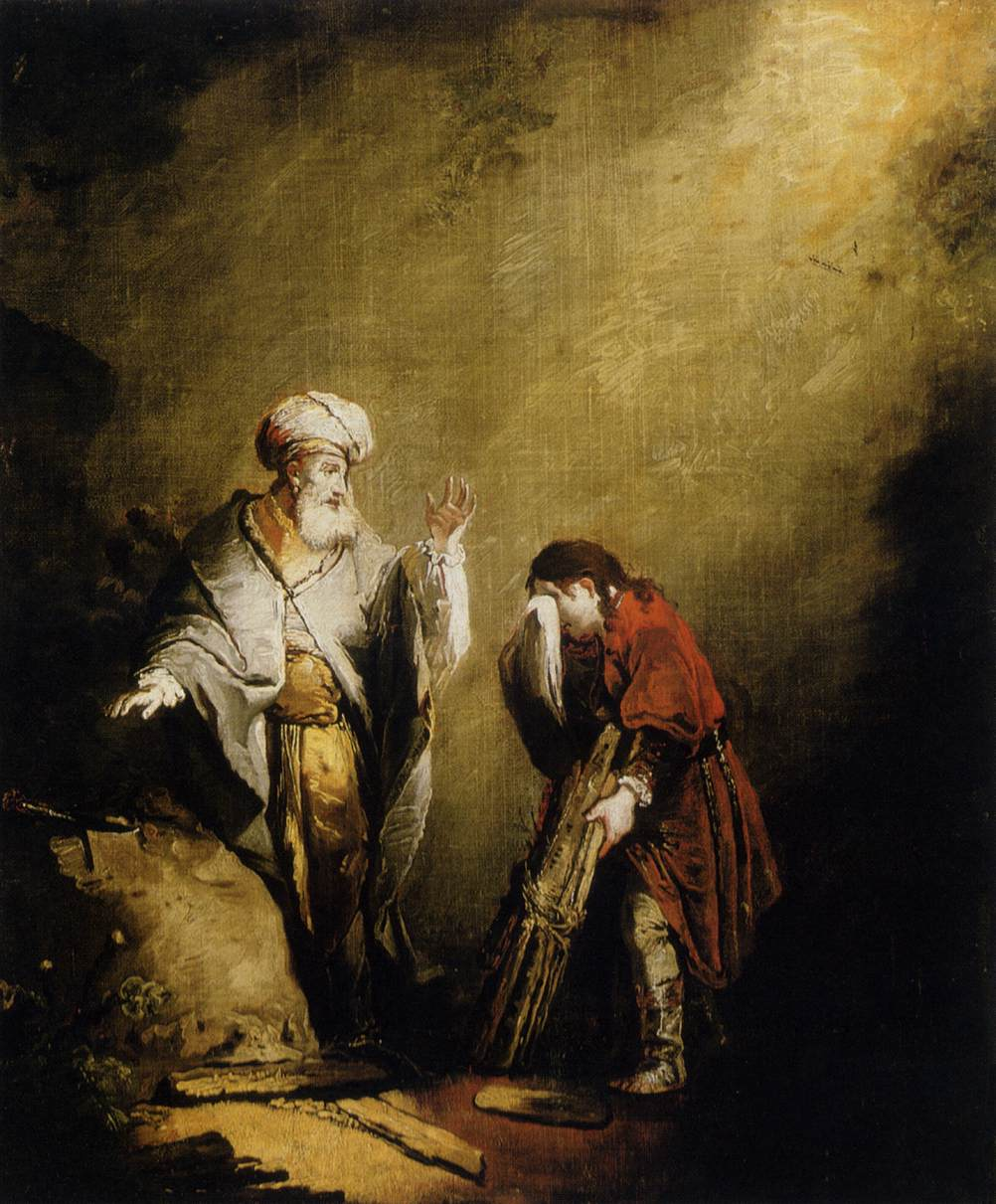
Sacrificio di Isacco, Museo di Belle Arti, Budapest

Uscito dalla famiglia di pittori, si rivela assai precoce. Durante la giovinezza pratica molto l'incisione.
La protezione dell'elettore di Sassonia, al servizio del quale si trova a partire dal 1733, gli consente di viaggiare in Olanda tra il 1734 e il 1735 e in Italia nel 1743. Perfetto esponente dell'eclettismo dell'epoca, utilizza la sua grande abilità soltanto per copiare o per comporre in pastiches opere dei maestri del XVII e XVIII secolo.
Deve essenzialmente la sua fama, che si estese fino a Parigi, ai suoi pastiches di Rembrandt, come la Donna adultera, ora al Louvre di Parigi, ai paesaggi, come il Paesaggio di rocce, da Salvator Rosa, oggi a Varsavia e alla pittura di genere, come i Musici ambulanti, da Isaak van Ostade, oggi alla National Gallery di Londra.
Il suo talento si misura in base alla varietà della fattura, che, a seconda dei casi, può essere leggera, impastata o meticolosa. Per rispondere alle numerose richieste di amatori, questo artista senza vera potenza creativa produsse in gran numero quadri e disegni.